# Enfrentamientos en Aguililla
Los Enfrentamientos en Aguililla, han sido una serie de enfrentamientos entre Cárteles Unidos, el Cártel de Jalisco Nueva Generación y las autoridades (sobre todo ejército y Guardia Nacional) en Aguililla y sus alrededores, recrudeciéndose la violencia desde octubre del 2019, cuando en un video grabado por el Cártel Jalisco Nueva Generación, amenazando tanto a integrantes como líderes de Cárteles Unidos, así como una emboscada ocurrida el 14 de octubre del mismo año y dejó a catorce policías muertos, siendo uno de los peores ataques contra las fuerzas de seguridad en 2019.
Los continuos enfrentamientos entre los grupos criminales han ocasionado que gran parte de los habitantes hayan huido de la localidad, creando una crisis humanitaria en la región, por lo que varios especialistas mencionan que en este municipio se presenta la cara más cruda de la guerra contra el narcotráfico y un ejemplo de la fallida estrategia para combatir a los grupos delictivos.
Finalmente, el 9 de febrero del 2022 miembros de la Guardia Nacional y el el Ejército, retoman el poblado y se restablece el tránsito en 43 poblados ubicados en los municipios de Aguililla, Apatzingán, Buenavista, Coalcomán, Tepalcatepec y Tumbiscatío de Ruiz, según las autoridades. También se incautaron seis armas largas, 23 artefactos explosivos improvisados, 21 vehículos, tres de ellos con blindaje artesanal, y equipos como radiotransmisores o chalecos antibalas.

## Trasfondo
El Cártel de Jalisco Nueva Generación ha sido uno de los cárteles de más rápido ascenso en el país, siendo liderado por Nemesio Oseguera Cervantes “El Mencho”, este grupo criminal tiene presencia en la mayoría de los estados del país. El grupo se expandió de manera más violenta en el estado de Michoacán a fines de la década de los 2010´s. El estado de Michoacán está localizado en la costa occidental de México, siendo un importante punto estratégico para la recepción de cocaína de Sudamérica, así como para la distribución hacia Estados Unidos y Europa. También es un lugar idóneo para la siembra y producción de heroína, metanfetaminas, marihuana y fentanilo. Algunos especialistas mencionan que el interés de "El Mencho" en recuperar Aguililla no solo es estratégico, sino porque él es originario del municipio, del que fue expulsado hace años por otras organizaciones criminales.
En esta lucha organizaciones criminales como el Cártel de Sinaloa, Cárteles Unidos, Los Viagras, Caballeros Templarios o los La Familia Michoacana, se han disputado el control del estado, lo que ha dejado como resultado una espiral de violencia que se ha recrudecido en los últimos años, siendo la población civil y las localidades indígenas de la región las más afectadas. El costo del conflicto entre grupos criminales no solo ha sido social, siendo común que varias empresas han dejado el municipio, o forzando a algunos agricultores a cultivar droga en zonas montañosas y sierras de manera más sistemática.

## Escalada de violencia

### 2019
El 14 de octubre del 2019, un convoy de la Policía Estatal de Michoacán, viajaba a la cabecera municipal de Aguililla cuando fue emboscado por miembros del CJNG, dejando como saldo 14 policías muertos y más de 8 heridos, siendo uno de los peores ataques contra las fuerzas de seguridad en los últimos años. Semanas después, autoridades anunciaron la captura de varios sicarios relacionados con la masacre. El 3 de marzo, autoridades confirmaron la detención de Héctor Javier M, presunto sicario implicado por la emboscada a policías estatales.

### Asedio por parte del CJNG (2020-2021)
En los meses siguientes autoridades policiacas y militares realizaron decomisos de armas en la zona y el retiro de algunos bloqueos carreteros espontáneos, táctica común usada por los grupos delincuenciales para obstaculizar el avance de otros grupos criminales o autoridades. A pesar de la presencia de varios grupos criminales en la región, el ejército realizaba operaciones contra estos grupos. El 13 de diciembre del 2019 sicarios del grupo, asesinaron a balazos el exalcalde del municipio de Municipio de Buenavista, Lorenzo Barajas Heredia, cuando salía de una fiesta.
Los enfrentamientos entre grupos criminales siguieron recrudeciéndose en 2020, siendo común el uso de armas de alto calibre e incluso drones con explosivos, llegando a afectar de manera directa a la población civil. Ejemplo de ello fueron una serie de enfrentamientos ocurridos el 31 de enero (que dejaron un oficial herido), narcobloqueos y barricadas en las afueras del municipio de Uruapan, esto por la detención de tres líderes del grupo criminal, sobresaliendo el de Luis Felipe “N”, alias “El Vocho”.
Desde inicios de abril del 2020 (durante plena contingencia por el coronavirus), el Cártel Jalisco Nueva Generación se observaron acciones más violentas para tomar la cabecera municipal. Ejemplo de ello fue una emboscada realizada por miembros del CJNG, que dejó como saldo 18 sicarios de Los Viagras muertos, esto a las afueras de Aguililla. A principios de mes Los Viagras amenazaron a cualquier civil que colabore con el CJNG, agregando que va por "niños, niñas y mujeres", esto en un video grabado cerca de la comunidad Los Zapotes, municipio de Cotija. Esto se dio después de la ejecución de cinco presuntos miembros de Los Viagras, llegando a hacer bloqueos en la carretera Apatzingán-Aguililla. En el lugar del ataque fueron encontrados armas largas, cortas y algunos blindados hechizos (llamados monstruos) durante el fin de semana se detuvieron solo a dos sicarios. El 6 de abril después de varias semanas de asedio, sicarios del CJNG expulsaron a remanentes de otros grupos criminales, tomando la cabecera municipal y sometiendo la localidad a su poder.
Desde el 28 de abril se registraron fuertes enfrentamientos en la cabecera municipal que las autoridades sólo han reportaron la detención de dos personas, el aseguramiento de un vehículo y varias armas. A pesar de ello, informes extraoficiales afirmaron que la cantidad de muertos excedía los 20. Al día siguiente, miembros de la Guardia Nacional fueron emboscados dejando como saldo tres militares heridos y dos sicarios muertos. A mediados del mes de mayo, autoridades confirman una serie de fuertes choques entre grupos antagónicos de la delincuencia organizada, desconociéndose el saldo de muertos, heridos o desplazados por la violencia.
El 18 de julio del 2020, miembros del Cártel de Jalisco Nueva Generación (CJNG) se enfrentaron a miembros de la Guardia nacional en comunidad de La Bocanda, municipio de Aguililla, muriendo 5 sicarios y resultando heridos dos oficiales de la Guardia Nacional.
A estas alturas se vuelve común que los grupos criminales usen barricadas y zanjas para obstaculizar la entrada de vehículos a la localidad. El 11 de julio del mismo año el CJNG comenzó otra ofensiva sobre un comando sembró caos sobre la carretera Buenavista-Aguililla, rumbo a la ranchería El Limoncito y El Aguaje, donde robó e incendió un vehículo particular. La Guardia Nacional, ejército mexicano, y policía estatal, quienes localizaron un camión en llamas.

### Regreso del ejército (2022)
El 6 de febrero del 2022 un enfrentamiento entre sicarios del CJNG y elementos del ejército dejó como saldo la muerte de Miguel Ángel Fernández, alias El M2, quien presuntamente fue el autor intelectual de la emboscada contra policías estatales en noviembre del 2017. El cuerpo fue hallado en avanzado estado de descomposición. Si bien los primeros se hizo viral su muerte en los primeros días, no fue hasta el 9 de febrero cuando la Fiscalía de Michoacán confirmó la muerte del líder criminal.